# Tedre
Tedre (även Tedrekülä eller Tedreküla) är en by (estniska: küla) i Setomaa kommun i landskapet Võrumaa i sydöstra Estland. Byn ligger på högra (sydöstra) sidan av ån Piusa, som här utgör gräns mot Võru kommun.
I kyrkligt hänseende hör byn till Vastseliina församling inom den Estniska evangelisk-lutherska kyrkan.
Före kommunreformen 2017 hörde byn till dåvarande Meremäe kommun.